# Mniobia placida
Mniobia placida är en hjuldjursart som beskrevs av Haigh 1963. Mniobia placida ingår i släktet Mniobia och familjen Philodinidae. Inga underarter finns listade i Catalogue of Life.